# Sân bay Dương Đông

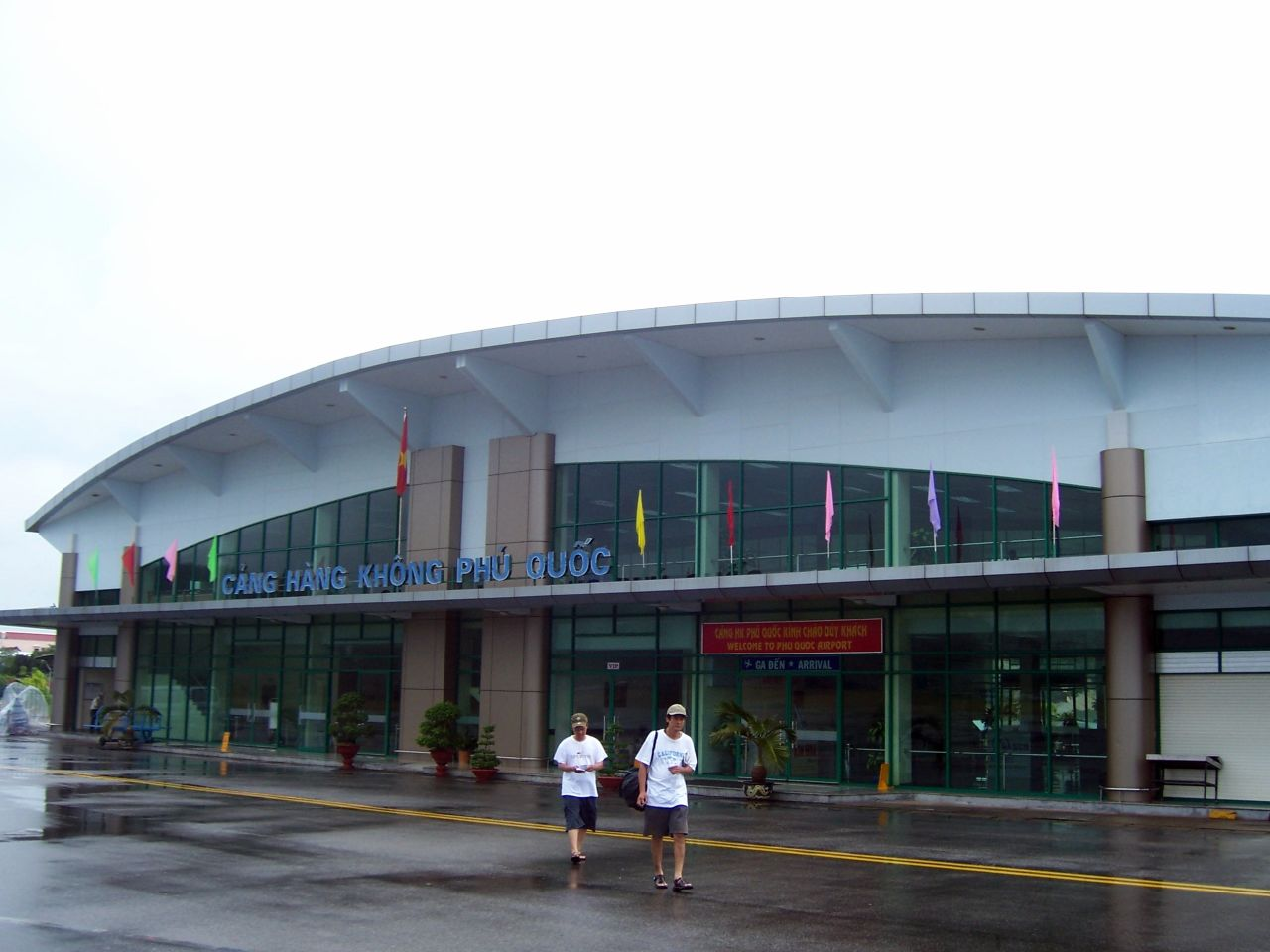
Sân bay Phú Quốc tổng thể

Cảng hàng không Phú Quốc (tên giao dịch quốc tế: Phu Quoc Airport; viết tắt: PQC) là một sân bay cũ ở đảo Phú Quốc, tỉnh Kiên Giang - có tên gọi cũ là Sân bay Dương Đông do Tổng công ty cảng hàng không Miền Nam điều hành. Sân bay có đường cất hạ cánh dài khoảng 2100m x 30 m, có thể tiếp nhận các loại máy bay tầm ngắn như Fokker 70, ATR 72. Cảng hàng không Phú Quốc là sân bay xếp thứ 6 về lượng khách tại các sân bay Việt Nam. Sân bay này từng hoạt động tấp nập với số lượng khách gia tăng đến đảo Phú Quốc và thường quá tải vào các dịp lễ, Tết và cuối tuần.
Sân bay mới với tên gọi Sân bay quốc tế Phú Quốc được xây dựng từ năm 2008 để thay thế Cảng hàng không Phú Quốc. Từ ngày 2/12/2012, sân bay mới đi vào hoạt động, sân bay Phú Quốc được đóng cửa.

## Vị trí địa lý
Cảng hàng không Phú Quốc nằm trên tọa độ quy chiếu 103°57’68" Kinh Đông và 10° 13’26" Vĩ Bắc, hiện nay thuộc phường Dương Đông, thành phố Phú Quốc, tỉnh Kiên Giang.

## Quá trình hình thành
Cảng hàng không Phú Quốc được xây dựng trong thời kỳ Pháp thuộc, vận chuyển chủ yếu máy bay DC3 với sức chứa 32 ghế, sau đó được khai thác tiếp tục trong thời kỳ Việt Nam Cộng hòa ở miền Nam. Cảng hàng không trải qua quá trình nâng cấp vào năm 1983 từ 996m thành 1496m, có thể đáp ứng những máy bay tầm lớn hơn. Nhà ga và một số công trình phục vụ được xây dựng vào năm 1994-1995.

## Các tuyến đi đến và hãng hàng không hoạt động
Trước khi bị đóng cửa từ ngày 2/12/2012, có các tuyến bay sau:
| Hãng hàng không  | Các điểm đến                             |
| ---------------- | ---------------------------------------- |
| Air Mekong       | Hà Nội, Thành phố Hồ Chí Minh            |
| Vietnam Airlines | Cần Thơ, Thành phố Hồ Chí Minh, Rạch Giá |

## Các dự án nâng cấp
Năm 2003, Cục Hàng không Dân dụng Việt Nam đầu tư gần 40 tỷ đồng nâng cấp sân bay, gồm xây dựng mới nhà ga 2 tầng, diện tích 2.452 m², có khả năng phục vụ hơn 200 lượt khách/giờ, mở rộng và nối dài đường băng sân bay 30 m x 700 m, nâng tổng chiều dài đường băng hiện hữu lên 2.100 m đáp ứng loại máy bay có tải trọng chở 80 khách.
Năm 2003 cũng có một dự án đầu tư 1.200 tỷ đồng nâng cấp sân bay Phú Quốc, bao gồm kéo dài đường băng lên 3.000 m, xây dựng sân đậu máy bay, lắp đặt hệ thống thông tin tín hiệu để nâng công suất của sân bay này từ hơn 100.000 lên 1-2 triệu hành khách/năm. Sau khi nâng cấp, sân bay có thể tiếp nhận máy bay cỡ trung. Dự kiến ban đầu nếu được thông qua sẽ khởi công dự án vào năm 2004. Tuy nhiên dự án này không được tiến hành mà được thay thế bằng dự án xây dựng sân bay mới với tổng vốn đầu tư dài hạn hơn 16.200 tỷ đồng.

## Tình trạng hiện tại
Hiện nay, sân bay Phú Quốc đã được san bằng để xây dựng khu trung tâm hành chính thành phố Phú Quốc. Điểm nhấn của khu trung tâm là khu vực đường băng cũ với tên gọi "hành lang hoàng hôn" chạy cắt ngang từ đông sang tây đảo trên sân bay Dương Đông cũ, với một đại lộ mang tên cố thủ tướng Võ Văn Kiệt và tại cuối đường băng số 26 đã trở thành Quảng trường Hồ Chí Minh.